# Montaña Monarca
Montaña Monarca är en ort i Mexiko.   Den ligger i kommunen Morelia och delstaten Michoacán de Ocampo, i den södra delen av landet, 210 km väster om huvudstaden Mexico City. Montaña Monarca ligger 2 127 meter över havet och antalet invånare är 1 128.
Terrängen runt Montaña Monarca är kuperad åt sydost, men åt nordväst är den platt. Runt Montaña Monarca är det tätbefolkat, med 493 invånare per kvadratkilometer. Närmaste större samhälle är Morelia, 4,9 km norr om Montaña Monarca. Runt Montaña Monarca är det i huvudsak tätbebyggt.